# Honor dla niezaawansowanych
Honor dla niezaawansowanych – polski serial obyczajowy, wyprodukowany w latach 1995–1996. Liczy 14 odcinków.

## Obsada
- Krzysztof Gosztyła – mecenas
- Marek Bargiełowski – doktor
- Krzysztof Wakuliński – profesor
- Paweł Szczesny – inspektor policji
- Wojciech Skibiński – szewc Adam Jellinek
- Maria Morawska – Jellinkowa
- Michał Iljuczonek – Piotruś Zaremba
- Michał Breitenwald – aktor Zenobi Dorożyński

i inni.

## Spis odcinków
1. Przypadek pana Pacochy
2. Kłopoty z wykształceniem
3. Łupy szewca Jellinka
4. Trzech stryjków Piotrusia Zaremby
5. Sprawa redaktora Paciorka
6. Tajemniczy spadek
7. Fundacja burmistrza Kosiorka
8. Profesja pana Dorożyńskiego
9. Reguły pojedynku
10. Dług honorowy
11. Sumienie Henryka Rowida
12. W twardej służbie Melpomeny
13. Psychiatra incognito
14. Rewolwer naczelnika Maksyma